# Phlyctaenia murcialis
Phlyctaenia murcialis là một loài bướm đêm trong họ Crambidae.